# Tu i teraz (serial telewizyjny)
Tu i teraz – amerykański serial telewizyjny (dramat, czarna komedia) wyprodukowany przez Your Face Goes Here Entertainment oraz HBO Entertainment, którego twórcą jest Alan Ball. Serial był emitowany od 11 lutego 2018 roku przez HBO, natomiast dzień później w Polsce na HBO Polska.
26 kwietnia 2018 roku, stacja HBO ogłosiła anulowanie serialu po jednym sezonie.
Akcja serialu dzieje się w Portland, opowiada o Audrey i Gregu, małżeństwie, które ma czwórkę dzieci. Trójka z nich jest adoptowana z Somalii, Wietnamu oraz Kolumbii, a każde z nich ma inne podejście do życia.

## Obsada

### Główna
- Holly Hunter jako Audrey Bayer[4]
- Tim Robbins jako Greg Boatwright[5]
- Jerrika Hinton jako Ashley Collins[6]
- Raymond Lee jako Duc Bayer-Boatwright[6]
- Daniel Zovatto jako Ramon Bayer-Boatwright[6]
- Sosie Bacon jako Kristen Bayer-Boatwright[6]
- Joe Williamson jako Malcolm Collins
- Andy Bean jako Henry
- Marwan Salama jako Navid Shokrani[7]

### Gościnne występy
- Trent Garrett jako Randy
- Kevin Bigley jako Michael
- Cynthia Ettinger jako Lydia

## Odcinki
| Sezon | Odcinki | Oryginalna emisja w HBO | Oryginalna emisja w HBO | Oryginalna emisja w HBO Polska | Oryginalna emisja w HBO Polska | Oryginalna emisja w HBO Polska |
| Sezon | Odcinki | Premiera sezonu         | Finał sezonu            | Premiera sezonu                | Finał sezonu                   |                                |
| ----- | ------- | ----------------------- | ----------------------- | ------------------------------ | ------------------------------ | ------------------------------ |
| 1     | 10      | 11 lutego 2018          | 15 kwietnia 2018        | 12 lutego 2018                 | 16 kwietnia 2018               |                                |

### Sezon 1 (2018)
| #  | Tytuł                        | Reżyseria       | Scenariusz       | Premiera HBO     | Premiera HBO Polska |
| -- | ---------------------------- | --------------- | ---------------- | ---------------- | ------------------- |
| 1  | Eleven Eleven                | Alan Ball       | Alan Ball        | 11 lutego 2018   | 12 lutego 2018      |
| 2  | It’s Coming                  | Uta Briesewitz  | Alan Ball        | 18 lutego 2018   | 19 lutego 2018      |
| 3  | If a Deer Shits in the Woods | Uta Briesewitz  | Mohamad El Masri | 25 lutego 2018   | 26 lutego 2018      |
| 4  | Hide and Seek                | Jeremy Podeswa  | Nancy Oliver     | 4 marca 2018     | 5 marca 2018        |
| 5  | From Sun Up To Sun Down      | Jeremy Podeswa  | J.R. Edwards     | 11 marca 2018    | 12 marca 2018       |
| 6  | Fight, Death                 | Lisa Cholodenko | Wes Taylor       | 18 marca 2018    | 19 marca 2018       |
| 7  | Wake                         | Lisa Cholodenko | Tanya Barfield   | 25 marca 2018    | 26 marca 2018       |
| 8  | Yes                          | Janicza Bravo   | Nancy Oliver     | 1 kwietnia 2018  | 2 kwietnia 2018     |
| 9  | Dream Logic                  | Minkie Spiro    | Charles Yu       | 8 kwietnia 2018  | 9 kwietnia 2018     |
| 10 | It’s Here                    | Jeremy Podeswa  | Alan Ball        | 15 kwietnia 2018 | 16 kwietnia 2018    |

## Produkcja
Pod koniec lipca 2016 roku, stacja HBO zamówiła serial od twórcy Sześć stóp pod ziemią Alana Ball.
W listopadzie 2016 roku, ogłoszono, że jedną z głównych ról zagra Holly Hunter.
Na początku stycznia 2017 roku, poinformowano, że do obsady dołączyli:Jerrika Hinton jako Ashley Collins, Raymond Lee jako Duc Bayer-Boatwright, Daniel Zovatto jako Ramon Bayer-Boatwright oraz Sosie Bacon jako Kristen Bayer-Boatwright.
W kolejnym miesiącu, ogłoszono, że męża Audrey zagra Tim Robbins.
W sierpniu 2017 roku, poinformowano, że w serialu zagra Marwan Salama jako Navid Shokrani.